# إيفون فايل
إيفون فايل (بالإنجليزية: Yvonne Vale)‏ (29 أغسطس 1970 بنيوزيلندا - ) هي لاعبة كرة قدم نيوزلندية في مركز حراسة المرمى. شاركت مع منتخب نيوزيلندا الوطني لكرة القدم للنساء. أما مع النوادي، فقد لعبت مع Lynn-Avon United AFC ‏.

## وصلات خارجية
- إيفون فايل على موقع الاتحاد الدولي (مؤرشف)  (الإنجليزية)
- إيفون فايل على موقع قاعدة بيانات كرة القدم.إي يو (الإنجليزية)